# Рыбалка

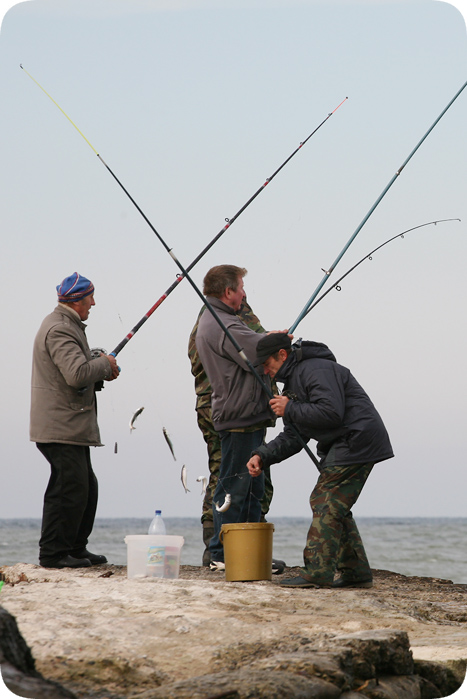
Рыбаки

Рыба́лка — занятие выуживанием рыбы из водоёма с целью прокорма или для развлечения.
Рыбалка делится на любительскую и спортивную. В отличие от рыболовства, рыбалка — хобби, вид отдыха, туризма и спорта.

## О происхождении слова
В старину слово «рыбалка» означало, а в некоторых говорах (и в украинском языке) означает и сейчас не рыбную ловлю, а рыболова, рыбака.
В Ярославской области исстари рыбалкой именуют чайку. Например, в стихотворении Некрасова «На Волге» есть строки:
Уж скоро полдень. Жар такой,
Что на песке горят следы,
Рыбалки дремлют над водой,
Усевшись в плотные ряды…

## Виды рыбалки
Различают рыбалку:
- по времени года: летняя, зимняя;

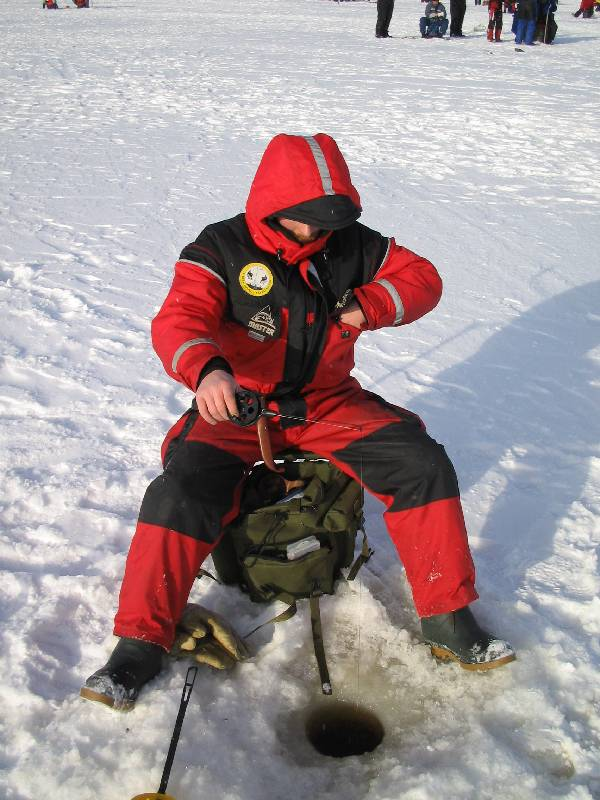
Зимняя рыбалка

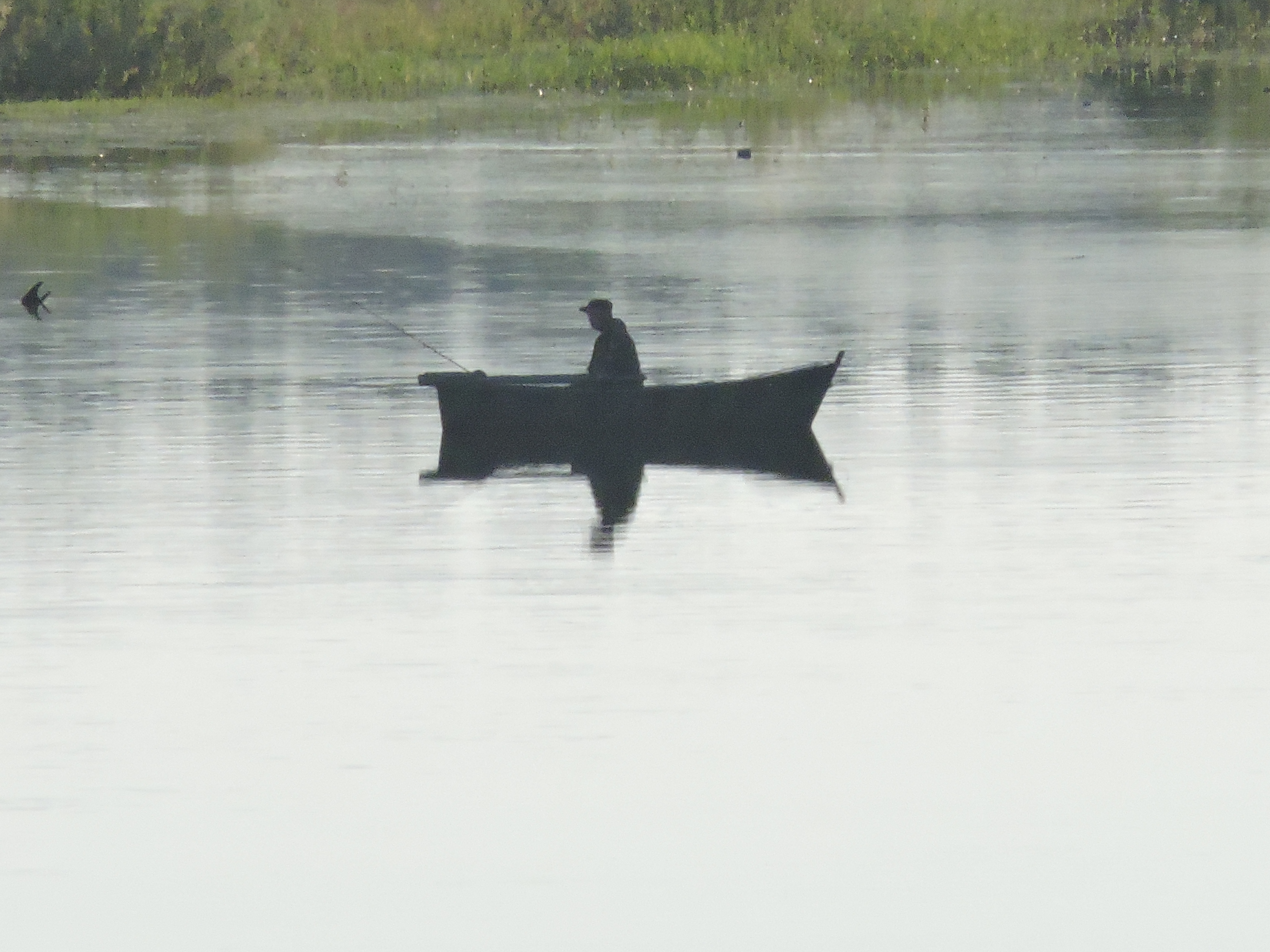
Рыбак в лодке на реке

- по месту: морская, пресноводная (речная, озёрная);
- с лодки, со льда, на подводной охоте, с берега, с заходом в воду (на горных реках);
- по используемым снастям: поплавочная (в том числе бомбарда, или сбирули́но), донная (в том числе фидерная, методная ловля), спиннинговая, на́хлыст, с помощью жерлицы, остроги (запрещено законодательством), лука (стрельба по рыбе из лука), чекмаря[3];
- с изъятием рыбы из среды обитания или с возвратом в водоём по принципу «поймал-отпустил»[4][5][6];
- по объекту лова: карась, язь, сазан, судак, щука, ленок, сиг, лещ, пескарь, уклейка, сибирский таймень, байкальский омуль, лососёвые, сом, хариус, то есть хищные, полухищные, травоядные (нехищные) виды и т. д.

Последнее различие из указанных является основным: ловля мирной (белой) рыбы или ловля хищной рыбы.
Для хранения и переноса выловленной рыбы используют кукан, садок.
Для удобного вываживания рыбы из воды применяют подсачек.

### Преимущества и недостатки принципа «поймал-отпустил»
К преимуществам отпускания пойманной рыбы можно отнести то, что часть отпущенной рыбы выживает, уменьшая депопуляцию. Но это происходит лишь при соблюдении норм вылова, в то время как не ограниченный нормативами лов с последующим отпусканием может нанести популяции больший ущерб, в сравнении с изъятием из водоёма рассчитанной ихтиологами допустимой нормы вылова. К недостаткам неограниченного лова по принципу «поймал-отпустил» можно отнести различные виды травмирования особей в процессе лова и при содержании в садке: обморожения при ловле в мороз со льда, повреждения ротовой полости и жабр, чешуи и плавников, внутренних органов вследствие баротравмы, тепловые ожоги холоднокровных при непосредственном контакте с руками рыболова, что может привести (в зависимости от вида) к болезни или гибели особи. В некоторых странах (Германия, Швейцария и т. д.) по ихтиологическим и морально-этическим причинам использование принципа «поймал-отпустил» находится под законодательным запретом.

## Виды ловли

### Виды ловли хищной рыбы
1. Спиннинг — ловля хищной рыбы на движущуюся натуральную (снасточка) или искусственную приманку (блёсны, воблеры, джиговые приманки). В качестве рыболовной снасти используются специальное спиннинговое удилище с большим количеством пропускных колец для выполнения дальнего заброса приманки и спиннинговая катушка, мультипликаторная или безынерционная.
2. Троллинг — проводка приманки за движущейся лодкой. В качестве снасти используется мощное спиннинговое удилище, чаще с мультипликаторной, реже — с безынерционной катушкой. Дорожка — подвид троллинга, когда лодка движется не мотором, а вёслами.
3. Джиг — ступенчатая проводка приманки спиннингом. Обычно используется для ловли рыбы на глубинах и бровках. Как правило, это ловля окуня, судака и щуки. Разновидность спиннинговой ловли.
4. Микроджиг — ступенчатая проводка приманки маленькой массы (1-5 г) по небольшим глубинам.
5. Твичинг — ловля с помощью спиннинга, приманка ведётся рывками. В основном используются такие приманки, как воблеры, типа минноу.
6. Джеркинг — то же, что и твичинг, только используются тяжёлые приманки.
7. Ловля в отвес — ловля рыбы с лодки или в зимнее время со льда с использованием вертикального блеснения или на мормышку.
8. Сбирулино — ловля на лёгкую, невесомую приманку с использованием обычного спиннингового удилища и специального утяжеляющего поплавка или грузила.
9. Нудлинг — метод ловли сома голыми руками.
10. Водяной змей, он же кораблик, — ловля поверхностных видов рыб на малька и насекомых с помощью плавучего кораблика.
11. Жерлица — насторожённая пассивная самоловная живцовая стационарная снасть. Различают зимнюю и летнюю жерлицы.
12. Кружок рыболовный — насторожённая активная живцовая плавучая снасть.
13. Рыболовная резинка — донная удочка с резиновым амортизатором.
14. Балансир — горизонтальная блесна, применяемая в основном для зимней ловли хищника.
15. На́хлыст — это вид ловли рыбы, при котором с помощью специализированного удилища и шнура приманка (мушка) имитирует попавшее в воду насекомое.

### Виды ловли мирной рыбы
1. Фидер (англ. feeder) — английская рыболовная донная снасть, а также способ ловли рыбы этой снастью. Особенность данного способа ловли заключается в использовании специальных удилищ с квивертипами, которые выступают сигнализаторами поклевки. Фидер — снасть с кормушкой (англ. «to feed» — «кормить»), рассчитанная на ловлю со дна с постоянным прикармливанием места ловли.
2. Донка — рыболовная снасть, предназначенная для ужения придонной рыбы.
3. Метод для карпа — один из английских способов ловли карпа с методной кормушкой.
4. Поплавочная удочка — поплавочная удочка состоит из удилища и закреплённой на нём лески с поплавком.

### Виды ловли любой рыбы
1. Подлёдное глушение — зимний лов рыбы, стоящей под тонким льдом, ударом по льду деревянной колотушки; оглушенная рыба перевертывается кверху животом и вынимается через наскоро пробиваемую прорубь; лов мало добычливый и имеет более спортивный характер[10].

#### Браконьерские виды ловли рыбы
1. Рыбалка с динамитом
2. Электроудочка

## Причины сокращения популяций рыб и роль любительского рыболовства среди них

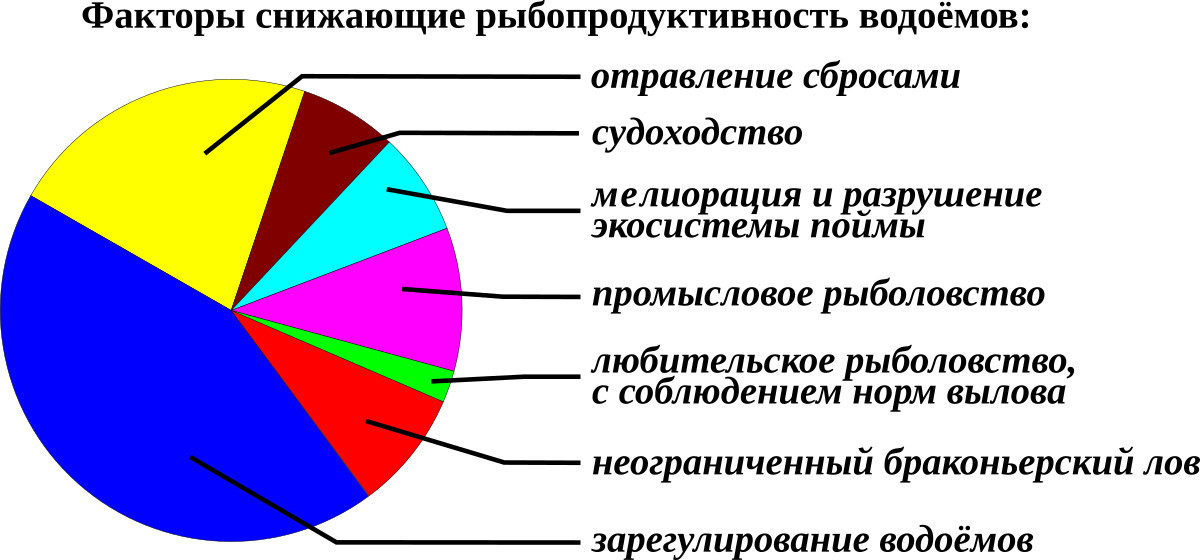
Примерно 80 % убыли рыб приходятся на негативные антропогенные факторы, основными из которых являются: препятствия эффективному нересту на заливной пойме и падение уровня в речных системах, а также загрязнение водоёмов бытовыми и промышленными сбросами и т. д. Оставшиеся ~20 % приходятся на вылов человеком, включая как промысел и любительское рыболовство, так и браконьерство

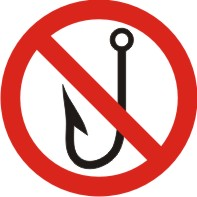
Международный знак запрета добычи рыб на определённой акватории. Действует вне зависимости от цели рыбалки (рекреация, пропитание, спорт, извлечение прибыли), способа ловли, изъятия из среды обитания или с возвратом в водоём по принципу «поймал-отпустил»

- Строительство плотин затрудняет или делает невозможным преднерестовые миграции рыб[12][13]. Зарегулирование водоёмов способствует уменьшению половодья, необходимого для нереста на заливной пойме, который в 50 раз эффективнее нереста в русле[14]. Весенние сбросы воды в нерестовый период приводят к гибели икры и мальков[15]. Падение уровня водоёмов и водосброса речных систем[16][17], что приводит к сокращению кормовой базы, исчезновению мелководий с водной растительностью, служивших естественными фильтрами и нерестилищами. Частично компенсировать данный негативный фактор призваны искусственные зарыбления, масштаб которых в течение последних десятилетий крайне недостаточен[18][19].
- Отравление сбросами[20][21] и загрязнение сточными водами[22] (одним из последствий которого становится интенсивное развитие сине-зелёных водорослей в акватории водоёмов и, как результат, падение содержания кислорода в воде и заиление)[23][24]. В качестве примера можно привести Волгу[25], на долю которой, по данным ихтиологов, приходится больше трети[26] общего сброса сточных вод РФ, а действующие на сегодня очистные сооружения обеспечивают эффективную очистку лишь 8 %[27] загрязнённых вод. Свалки вблизи водных объектов[28][29].
- Мелиорация и разрушение экосистемы поймы, в частности вырубка пойменных лесов и кустарника, распашка земель «под урез воды», строительство в водоохранной зоне, добыча песка и гравия[30] в руслах рек, осушение болот[31], массовая гибель малька в мелиоративных сооружениях[32].
- Судоходство[18][33].
- Рыболов-любитель ставит своей основной целью оздоравливающий отдых на рыбалке, а не промысел, при котором для извлечения прибыли важны килограммы добытой рыбы. В большинстве стран действуют суточные и годовые нормы вылова для рыболовов-любителей, которые жёстко контролируются. В СССР суточные нормы вылова действовали до 1990-х. В Белоруссии и на Украине нормы вылова[34] продолжают действовать, в РФ суточные нормы вылова действовали до 2008 года, когда без научного обоснования исчезли из правил любительского рыболовства. Отсутствие и несоблюдение максимальных норм вылова приводит к хищническому[19][35][36], браконьерскому опустошению водоёмов[37], в чём особенно преуспевают «бригады», работающие на продажу. Вылов рыбы с целью дальнейшей продажи является промыслом, а не видом отдыха — рекреационным рыболовством. Отсутствие норм вылова делает псевдозаконным подобный опустошающий водоёмы вид наживы. Обновлённый федеральный закон РФ «о рыболовстве и сохранении водных биологических ресурсов» предполагает возврат нормы вылова для всех без исключения видов любительского рыболовства[38][39][40].
- Чрезмерный вылов рыбы при промысловом рыболовстве и сокрытие истинных объёмов уловов, промысловая весенняя «путина» в нерестовый период[41], использование донных тралов[42][43], чрезмерный прилов (то есть случайно попадающие в сети молодняк этого же вида и особи, относящиеся к другим видам), который зачастую просто сбрасывается за борт[44].
- Браконьерство[45][46], в том числе с использованием сетей и сетевых ловушек[47] которые, будучи брошенными в воде, также продолжают наносить вред биоресурсам[48][49][50], лов рыбы с икрой в нерестовый период[51][52], лов не успевшей оставить потомство молоди рыб[53][54], использование варварских способов лова[55][56][57] — ловля багрением на «каркалыгу»[58][59], использование взрывчатки[60] и электроудочек[61].

## Рыбалка в культуре

### Книги и фильмы о рыбалке
Рыбалка является источником вдохновения для писателей, деятелей искусства, народного творчества.
Наиболее известные творческие произведения о рыбалке:
- книга «Рыбы России. Жизнь и ловля пресноводных рыб» Л. П. Сабанеева;
- книга «Записки об уженье рыбы» С. Т. Аксакова;
- книга «Царь-рыба» Виктора Астафьева;
- книга «Старик и море» Эрнеста Хемингуэя;
- книга «Рыбалка круглый год» С. А. Сидорова;
- фильм «Особенности национальной рыбалки» А. Рогожкина.

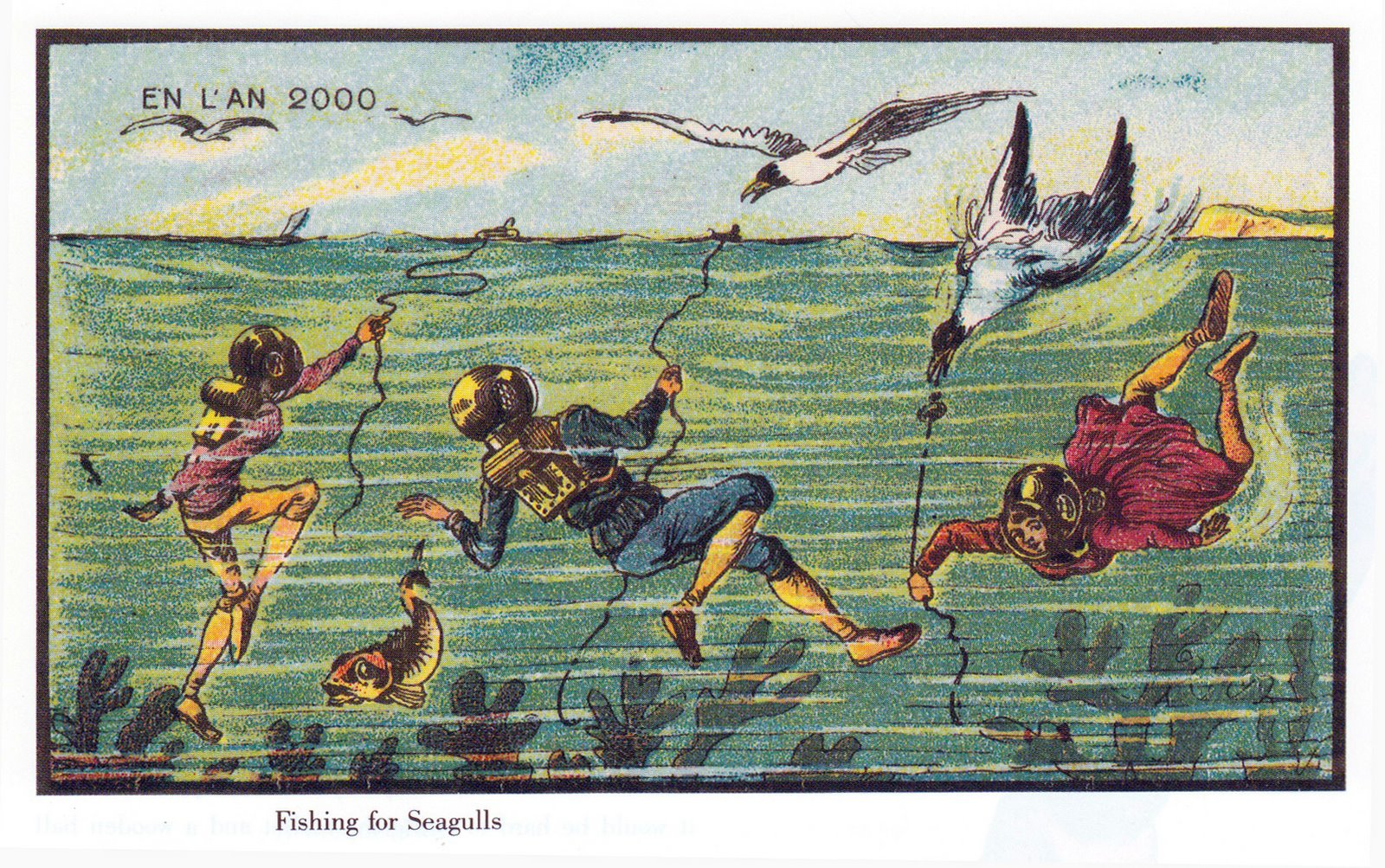
Подводная рыбалка XXI века. Французская карточка 1899 года

### Телеканалы о рыбалке
В России существуют два спутниковых телеканала, рассказывающих о рыбалке:
- «Охотник и рыболов»
- «Охота и рыбалка»

Зарубежные телеканалы на данную тематику:
- Caccia e Pesca ( Италия)
- Chasse et Peche ( Франция)
- Outdoor Channel ( США)
- Pursuit Channel ( США)
- Sportsman Channel ( США)
- Passione Pesca ( Италия)